# デス・ロード 染血
『デス・ロード 染血』（Wind Chill）は、2007年に製作されたエミリー・ブラント主演のホラー映画である。

## 概要
『プラダを着た悪魔』にてメリル・ストリープのアシスタント役を演じて、ゴールデン・グローブ賞の助演女優賞にノミネートされたイギリス出身の若手女優、エミリー・ブラントと『ヒストリー・オブ・バイオレンス』のアシュトン・ホームズが共演した本作。クリスマス休暇にもかかわらず雪山であえなく立ち往生を余儀なくされた男女2人の学生に起こる恐怖の一夜を描いている。邦題には「染血」というサブタイトルがついているが暴力やスプラッターなどの描写は一切なく、オカルトに焦点を絞り、全体の60％が一台の車の中という異色性が逆に恐怖を盛り上げている。また雪山という舞台も、心霊的な恐怖を盛り上げる要素の一つとなった。
主人公たちが、ホラー映画などにありがちな単なる恋人同士のカップルではないという設定、そしてメイン・キャストをはじめ、登場人物たちには一切役名がないという点も異色である。日本では劇場未公開に終わったが、製作総指揮には『トラフィック』でアカデミー監督賞を受賞したスティーヴン・ソダーバーグと俳優のジョージ・クルーニーが名を連ねており、一風変わったホラー映画として楽しむことが出来る。

## あらすじ
クリスマス休暇で、デラウェアにある実家へ戻ろうとしていた女学生（エミリー・ブラント）は、掲示板に貼ってあった“同乗者求む”の張り紙で知り合った男子学生（アシュトン・ホームズ）と共に帰省することに。道中の車内は微妙な空気が漂っており、話すたびにやたら自分のことに詳しい男子学生に気味悪さを感じた女学生の態度でさらに空気は澱んでいた。そんなとき運転していた男子学生は、本線から離れて近道と言いつつ脇道へハンドルを切る。そのことに腹を立てる女学生だったが、しばらくしたところで対向車が迫ってきたことで車は道から外れて立ち往生してしまう。あたりは一面雪山で、誰一人として人が住んでいる気配はない。車が道を外れた衝撃でガソリンも漏れており、エンジンもかからなくなってしまった。寒さで凍える二人の元へ、1人の警官（マーティン・ドノヴァン）がやって来る。

## キャスト
| 役名     | 俳優                   | 日本語吹替 |
| -------- | ---------------------- | ---------- |
| 女学生   | エミリー・ブラント     | 林真里花   |
| 男子学生 | アシュトン・ホームズ   | 小野塚貴志 |
| 警官     | マーティン・ドノヴァン | 青山穣     |
| 作業員   | ネッド・ベラミー       | 星野充昭   |
| 金髪の女 | シェラン・シモンズ     |            |

- その他の声の吹き替え：小松史法／間宮康弘／門田幸子

## スタッフ
- 監督：グレゴリー・ジェイコブス
- 製作総指揮：スティーヴン・ソダーバーグ、ジョージ・クルーニー、ベン・コスグローヴ
- 製作：ピーター・チャーニン、グレアム・ブロードベント
- 脚本：スティーヴン・カッツ、ジョゼフ・ガンジェミ
- 音楽：クリント・マンセル
- 撮影：ダン・ローストセン
- 編集：リー・パーシー
- プロダクション・デザイン：ハワード・カミングス

## 評価
レビュー・アグリゲーターのRotten Tomatoesでは24件のレビューで支持率は46%、平均点は5.00/10となった。Metacriticでは7件のレビューを基に加重平均値が52/100となった。